# Maroon 5
Maroon 5 es una banda musical de pop rock estadounidense. Desde su debut en 2001, la banda ha vendido más de 30 millones de álbumes y 48 millones de sencillos mundialmente. Ganadores de tres Premios Grammy y trece nominaciones, la banda ha lanzado siete álbumes de estudio: Songs About Jane (2002), It Won't Be Soon Before Long (2007), Hands All Over (2010), Overexposed (2012), V (2014), Red Pill Blues (2017) y su reciente álbum Jordi (2021).

## Biografía

### 2002-2006: Inicios y Songs About Jane
Maroon 5 firmó con los Octone Records y grabaron en 2002 su álbum debut, Songs About Jane, publicado en junio del mismo año. El álbum alcanzó el número 6 en el Billboard 200 en septiembre de 2004. El primer sencillo del álbum fue «Harder to Breathe», alcanzó el puesto número dieciocho en el ranking Billboard Hot 100. Los siguientes sencillos fueron «This Love», «She Will Be Loved» y «Sunday Morning», temas que alcanzaron la tercera, quinta y trigésima una posición en Billboard Hot 100.
En 2005, la agrupación ganó el premio Grammy al Mejor Artista Revelación. En los siguientes años la banda realizó una gira mundial promocionando su álbum y lanzaron dos álbumes en vivo: 1.22.03.Acoustic en 2004 y Live - Friday The 13th en el 2005, grabado en Santa Bárbara, California. Este último disco salió a la venta junto a un DVD del concierto y con él ganaron su segundo premio Grammy a la Mejor Actuación Pop de un Dúo o Grupo con Vocal en 2006 por la canción "This Love". En 2006, el baterista Ryan Dusick abandonó oficialmente la banda debido a lesiones en las muñecas y fue reemplazado por Matt Flynn.

### 2007-2008: It Won't Be Soon Before Long
Después de grabar durante ocho meses en 2006, su segundo álbum de estudio titulado It Won't Be Soon Before Long se lanzó el 16 de mayo del 2007. Alcanzó el puesto número uno en Billboard 200. El primer sencillo «Makes Me Wonder», se convirtió en el primer sencillo de la banda en ocupar el primer puesto en Billboard Hot 100. De este álbum también fueron lanzados los sencillos «Wake Up Call», «Won't Go Home Without You», «If I Never See Your Face Again» junto a Rihanna y «Goodnight, Goodnight».
La banda encabezó la gira It Won't Be Soon Before Long Tour a fines de 2007, donde recorrieron 28 ciudades de América del Norte. La gira comenzó el 29 de septiembre en Detroit, recorriendo 28 ciudades de América del Norte y concluyó el 10 de noviembre de 2007 en Las Vegas. El 2 de febrero de 2008, junto con Mary J. Blige encabezan el Pepsi Smash Super Bowl Bash de VH1, realizado la noche antes del Super Bowl XLII, donde interpretaron la canción «Wake Up Call».

### 2008-2012: Hands All Over
En agosto del 2010, bajo el sello discográfico de A&M/Octone se lanzó su tercer álbum de estudio Hands All Over. Debutó en la segunda posición en el Billboard 200, vendiendo 142.000 copias en la primera semana de estreno. El primer sencillo «Misery», se estrenó el 22 de junio. En octubre de 2010, comenzaron su gira Hands All Over con invitados especiales que incluyen OneRepublic, Bruno Mars, Ry Cuming y Sara Bareilles. Los siguientes sencillos para la promoción del álbum fueron «Give a Little More» y «Never Gonna Leave This Bed».
En julio de 2011 el álbum fue relanzado para incluir la canción «Moves like Jagger» junto con Christina Aguilera. La canción se estrenó en vivo en The Voice el 21 de junio y alcanzó el puesto número uno en la lista Billboard Hot 100 en septiembre de 2011. La banda realizó una gira con Train para el Summer Tour 2011.
En 2012, la banda colaboró con la canción «Come Away to the Wate» con Rozzi Crane para la banda sonora de Los juegos del hambre. El 12 de febrero del mismo año, el grupo actuó en la 54.ª entrega de los Premios Grammy, junto a Foster the People y los Beach Boys en una mezcla de las canciones de los Beach Boys para la celebración de su 50 aniversario.

### 2012-2013: Overexposed
A finales de marzo de 2012, se anunció su cuarto álbum de estudio Overexposed. Se lanzó el 26 de junio de 2012. El álbum alcanzó el puesto 2 en el Billboard 200. El 16 de abril de 2012, se estrenó el primer sencillo «Payphone», junto con Wiz Khalifa, en el programa de televisión The Voice, donde Adam Levine formaba parte. La canción alcanzó la posición número dos en el Billboard Hot 100. El segundo sencillo «One More Night» se publicó el 18 de junio de 2012. Alcanzó la primera posición en el Billboard Hot 100. Se mantuvo en dicha posición durante nueve semanas consecutivas, empatando con el sencillo «Call Me Maybe» de Carly Rae Jepsen.
El 8 de noviembre de 2012, se estrenó «Daylight» el tercer sencillo del material en The Voice. La canción alcanzó el número siete en el Hot 100 y alcanzó el número uno en el Mainstream Top 40. A mediados de 2013, se estrenó el cuarto y último sencillo del álbum «Love Somebody». La banda también interpretó esta canción en The Voice el 20 de mayo de 2013 y en el programaThe Today Show el 14 de junio. Para la promoción del álbum la banda encabezó la duodécima gira anual Honda Civic Tour junto con Kelly Clarkson como invitada.

### 2014-2016: V
El 2 de septiembre de 2014, se lanzó su quinto álbum de estudio, titulado V bajo el sello discográfico de Interscope Records. Debutó en el puesto número 1 en Billboard 200. En este álbum regresa el tecladista Jesse Carmichael después de su ausencia en Overexposed completando por primera vez una formación de 6 integrantes en la banda con el ingreso de PJ Morton como tecladista en Overexposed.
Su primer sencillo «Maps» se lanzó el 16 de junio de 2014. El álbum cuenta con la colaboración de Gwen Stefani en la canción «My Heart Is Open». De este álbum también se desprenden sus sencillos «Animals» y «Sugar» los cuales ocuparon el puesto 3 y 2 respectivamente en el ranking de la Billboard. El 12 de mayo de 2015, la banda anunció que lanzarían su sencillo «This Summer» el 15 de mayo de 2015 y aparecerá en la edición especial del quinto álbum el 18 de mayo de 2015.
A finales de 2016, Sam Farrar, quien aparece en las fotos promocionales de la banda, se convirtió oficialmente en un nuevo integrante.

### 2017-2018: Red Pill Blues
En enero de 2017, Adam Levine reveló que la banda está trabajando en su sexto álbum de estudio. El 4 de octubre de 2017, se reveló su sexto álbum de estudio Red Pill Blues, el nombre se inspiró en la película de ciencia ficción de 1999 The Matrix. Se lanzó el 3 de noviembre de 2017 y alcanzó el número dos en el Billboard 200. Este álbum incluye cinco sencillos: «Don't Wanna Know», «Cold», «What Lovers Do», «Wait» y «Girls Like You». El 30 de mayo de 2018 se embarcaron en la gira Red Pill Blues Tour, el cual cuenta con invitados especiales como Julia Michaels, Cxloe, Sigrid y Phantom Planet.
El 3 de febrero de 2019, Maroon 5 encabezó el espectáculo de medio tiempo del Super Bowl LIII en Atlanta, Georgia, en el estadio Mercedes-Benz, junto con los raperos estadounidenses Big Boi y Travis Scott. Sin embargo, la actuación se consideró por los críticos uno de los peores shows de medio tiempo del Super Bowl en la historia de la NFL. El 8 de junio de 2019, se presentaron para el concierto del festival de música Summertime Ball, en el estadio de Wembley, Londres.

### 2019-presente: Salida de Madden yJordi
El 18 de septiembre de 2019, la banda anunció la canción «Memories», estrenada dos días después. Robert Rowat de CBC comentó que la canción está basada en la melodía de «Pachelbel's Canon» de Johann Pachelbel. El 6 de octubre de 2019, Maroon 5 interpretó por primera vez el tema en el programa The Ellen DeGeneres Show, emitido el 7 de octubre. En octubre del mismo año, James Valentine reveló que la banda está trabajando en su próximo séptimo álbum de estudio.
En febrero del año 2020, la banda se presentó en el Festival Internacional de la Canción de Viña del Mar, Chile. El 24 de julio del mismo año, la banda lanzó el sencillo «Nobody's Love», canción inspirada en los tiempos difíciles del mundo que ocurrían en ese momento como: la pandemia COVID-19 y las protestas de George Floyd en 2020.
En junio de 2020, se anunció que David Dobkin estaba dirigiendo un documental sobre la banda. Se espera que se publique en 2021. El 27 de junio de 2020, el bajista Mickey Madden fue arrestado en Los Ángeles debido a una acusación de violencia doméstica y varios días después, el 14 de julio de 2020, Madden anunció en People Magazine, que es retirarse de la banda "en el futuro previsible".
El 29 de abril de 2021, la banda anunció que su séptimo álbum de estudio Jordi sería lanzado el 11 de junio de 2021. Según la información de la tienda oficial en línea de la banda, los sencillos "Memories", "Nobody's Love" y "Beautiful Mistakes" serán todos aparecen en el álbum.

## Estilo musical e influencias
Maroon 5 ha citado a The Beatles, Michael Jackson, The Police, Talking Heads, Aaliyah, Oasis, Shabba Ranks, y Prince como sus influencias. El estilo musical de Maroon 5 ha sido generalmente considerado pop, pop rock, funk rock, dance-pop, blue-eyed soul, neo soul, R&B, y soft rock.
El sonido y la lírica cambia de álbum en álbum. Songs About Jane se compone de canciones sobre la exnovia de Levine, Jane. En It Won't Be Soon Before Long, sin embargo, las canciones son menos personales, y tiene un sonido más eléctrico, con un mayor uso de sintetizadores, creando un ambiente retro. Hands All Over continúa con el tema del amor perdido, junto con canciones sobre enamoramiento. Pero fue con el relanzamiento en 2011, y el sencillo "Moves like Jagger", una canción electropop con Christina Aguilera (quien, junto con Levine, es una de los jueces y entrenadores de The Voice), que hubo un cambio drástico en el sonido de la banda, con un estilo más bailable. "Fue una de esas canciones que era sin duda un riesgo", dijo Levine. "Es una declaración en negrilla. Nosotros nunca habíamos lanzado una canción así. Pero es interesante hacer algo diferente, algo nuevo. Me alegro de que a todo el mundo le guste". Al dar a conocer su cuarto álbum, Overexposed, Valentine denominó al álbum como "nuestro registro más pop y no estábamos muy tímidos al hacerlo".

## Miembros
| Miembros actuales - Adam Levine: voz, guitarra (1994-presente), bajo (2020-presente) - Jesse Carmichael: teclados, sintetizador (1999-2012, 2014-presente), guitarra (1994-2001, 2006-2012, 2014-presente), coros (1994-2012, 2014-presente) - James Valentine: guitarra (2001-presente), coros (2006-presente), teclados, sintetizador (2012-2014) - Matt Flynn: batería, percusión (2006-presente) - PJ Morton: teclados, sintetizador, coros (2012-presente) - Sam Farrar: bajo (2020-presente), guitarra, teclados, sintetizador, samples, percusión, coros (2016-presente) | Miembros anteriores - Ryan Dusick: batería, percusión (1994-2006), coros (1999-2006) - Mickey Madden: bajo (1994-2020) |

## Discografía
Álbumes de estudio
- 2002: Songs About Jane
- 2007: It Won't Be Soon Before Long
- 2010: Hands All Over
- 2012: Overexposed
- 2014: V
- 2017: Red Pill Blues
- 2021: Jordi
- 2025: Love Is Like

## Giras musicales
Principales
- Songs About Jane Tour (2003–2004)
- Honda Civic Tour (2005)
- It Won't Be Soon Before Long Tour (2007–2008)[83]
- Hands All Over Tour (2010–2011)[84][85]
- Overexposed Tour (2012–2014)[86]
- Maroon V Tour (2015–2018)
- Red Pill Blues Tour (2018–2019)
- 2020 Tour (2020–2022)

En conjunto
- 2011 Summer Tour (2011) (con Train)
- 12th Annual Honda Civic Tour (2013) (con Kelly Clarkson)[87]